# عبد الله سراج الدين الحسيني
عبد الله سراج الدين الحسيني. عالم دين سوري , ولد سنة 1342 للهجرة النبوية الموافقة لسنة 1924م، بمدينة حلب وتوفي في الثالث من شهر مارس من عام 2002.

## عن حياته
والده الشيخ الإمام محمد نجيب سراج الدين ، التحق بالمدرسة الشرعية (المدرسة الخسروية)، ونبغ بين أقرانه، وحفظ القرآن، واشتغل بحفظ الحديث ودراسته. وفي السنة الأخيرة في المدرسة الخسروية تغيرت المناهج، وأدخل عليها منهاج وزارة المعارف (وزارة الأوقاف لاحقاً) بكامله، فخفت المناهج الشرعية، فاعتزل الشيخ المدرسة، وعكف على علوم الشريعة وبدأب عظيم وتحت إشراف والده وتوجيهه. وكان من شيوخه الشيخ محمد راغب الطباخ (مؤرخ حلب ومحدثها). وقد بلغ محفوظه نحو ثمانين ألف حديث؛ من أحاديث السنة والمسند والترغيب والترهيب والتفسير وغير ذلك. واعتنى عناية كبيرة بمختلف علوم الشرع وعلوم العقل واللغة حتى صار بحراً في كل علم منها، وما لبث أن طار صيته في العلوم الشرعية وخاصة علم الحديث ومصطلحه، وعُهِد إليه بالتدريس في المدارس الشرعية والمدرسة الشعبانية، إضافة إلى دروسه العامة في المساجد.

## حياته العلمية
افتتح المدرسة الشعبانية، سنة 1960م، التي صارت مطمحاً للعلماء في حلب وغيرها ، ودأب في حياته على إلقاء الدروس في المدارس المختلفة كالشعبانية والخسروية وفي جوامعَ عدَّةٍ كالجامع الكبير وجامع الحموي وجامع بنقوسا وجامع سليمان.

## وفاته
توفي يوم الاثنين 20 ذي الحجة 1422 من الهجرة الشريفة الموافق 4 مارس 2002م في مدينة حلب، وقد خرج الآلاف من سكان مدينة حلب من محبيه ومريديه لتوديع هذا الشيخ.

## تصانيفه
زاد عدد تصانيفه على عشرين كتاباً مطبوعاً، نذكر منها:
1. كتاب سيدنا محمد رسول الله.
2. التقرب إلى الله.
3. الإيمان بعوالم الآخرة ومواقفها.
4. الدعاء فضائله وآدابه.
5. أدعية الصباح والمساء.
6. الأدعية والأذكار الواردة آناء الليل وأطراف النهار.
7. السير والمساعي في أحزاب وأوراد السيد الغوث الكبير الرفاعي.
8. صعود الأقوال ورفع الأعمال إلى الكبير المتعال ذي العزة والجلال.
9. شهادة أن لا إله إلا الله، محمد رسول الله صلى الله عليه وسلم.
10. الصلاة في الإسلام.
11. الصلاة على النبي صلى الله عليه وسلم.
12. الهدي النبوي والإرشادات المحمدية.
13. تلاوة القرآن المجيد.
14. هدي القرآن الكريم إلى الحجة والبرهان.
15. هدي القرآن الكريم إلى معرفة العوالم والتفكير في الأكوان.
16. حول تفسير سورة الفاتحة.
17. حول تفسير سورة الحجرات.
18. حول تفسير سورة ق.
19. حول تفسير سورة الكوثر.
20. حول تفسير سورة الإخلاص والمعوذتين.
21. شرح المنظومة البيقونية في مصطلح الحديث.
22. وله شرح منهجي مدرسي مبَّسط على المنظومة البيقونية في 225 صفحة.

الموقع الرسمي لفضيلة الإمام العلامة المفسر المحدث عبد الله سراج الدين